# Sopot (obchtina)
Sopot (bulgare : Сопот) est une obchtina de l'oblast de Plovdiv en Bulgarie.